# Bioarqueologia do Cuidado

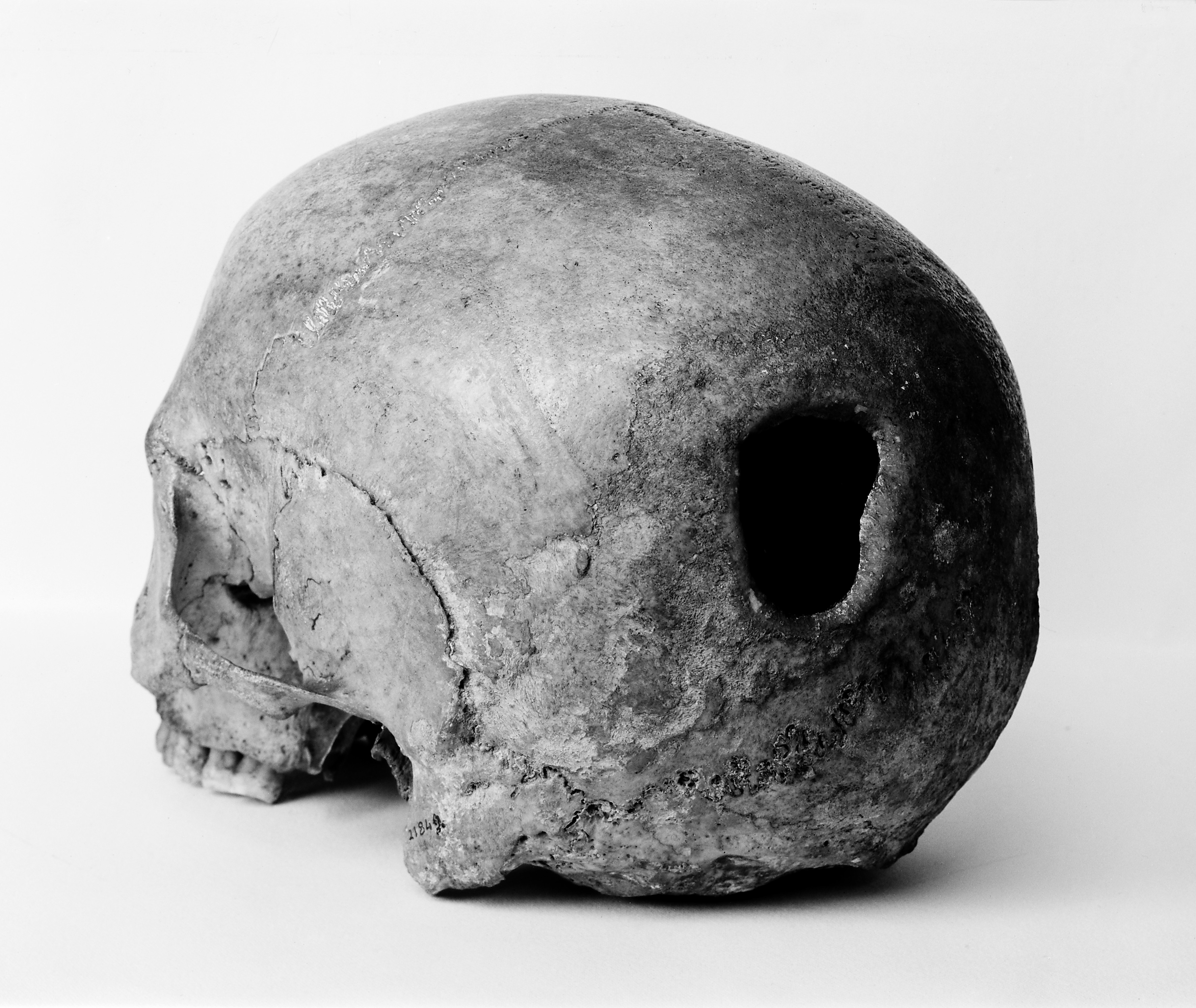
Al-Zahrawi (936 a 1030), realizou tratamentos cirúrgicos de lesões na cabeça, fraturas cranianas, hidrocefalia e cefaleia.

Bioarqueologia do cuidado é um quadro formal para analisar casos de cuidados passados de forma contextualizada e sistemática. Na bioarqueologia, os cuidados relacionados à saúde são inferidos de evidências em restos humanos que indicam sobrevivência com uma patologia incapacitante quando o indivíduo provavelmente não teria atingido a idade real na morte sem cuidado.
Práticas de cuidado podem potencialmente revelar as normas, valores e crenças de uma sociedade. Além disso, o cuidado pode fornecer insights sobre os conhecimentos, habilidades e experiências da sociedade, bem como variáveis políticas, econômicas, sociais e ambientais.